# Blaćenje
Blaćenje ili difamiranje (posuđenica iz latinskog jezika diffamare (širiti glasine)) označava općenito izravno i usmjereno klevetanje trećih osoba. Blaćenje se provodi primjerice psovkama, ili podmetanjima. 
Posebno se na području politike odnosi na:
- vrijeđanja,
- klevete,
- huškanje,
- širenje glasina,
- protiv političkih protivnika ili nepoželjne države.

Metode mogu biti fizičke ili psihičke prirode korištenjem raznih medija. Jedan od oblika difamiranja ili blaćenja također je poznat kao mobbing.